# 皇太夫人
皇太夫人，是用於冊封位號為妃以下（嬪、夫人、女御等）的天皇生母之位號。日本皇室古制，天皇生母為皇后時，才能在天皇登基後成為皇太后；但若是夫人所出之子登基為天皇，則只能稱皇太夫人而非皇太后。

## 歷史

### 中國
皇太夫人之位號始見於中國史籍《晉書》，東晉時，晉哀帝司馬丕即位，欲追尊生母周貴人，尚書僕射江虨建議晉哀帝尊周貴人為皇太夫人，但最後晉哀帝並沒有採納，而是把生母尊為皇太妃，而皇太夫人此一位號在中國並未實際使用過。

### 日本
日本的皇太夫人位號:「大御姐」始見於奈良時代，神龜元年，聖武天皇即位，先尊生母藤原宮子（父親文武天皇的夫人），後改尊為皇太夫人。自此位號為妃以下的天皇生母皆尊為皇太夫人。這一古制在醍醐天皇登基後被取消。醍醐天皇三歲時，生母藤原胤子逝世，因此由宇多天皇的女御藤原溫子撫養長大。醍醐天皇登基後，因藤原溫子非宇多天皇皇后，不能稱太后，只能尊為皇太夫人，但藤原溫子還是得到了中宮職的供職與服務，在實質意義上已經得到了中宮的身分。
從此以後，非先皇皇后所出之子，登基後也能尊封生母為皇太后。